# Бенке, Бев
Бе́верли «Бев» Бе́нке (англ. Beverly «Bev» Behnke) — американская кёрлингистка.
В составе женской сборной США участница двух чемпионатов мира (наивысшее занятое место — шестое). Трёхкратная чемпионка США среди женщин (1990, 1993, 1994), двукратная чемпионка США среди смешанных команд (1990, 1997).
Играла на позиции четвёртого. Была скипом команды.

## Достижения
- Чемпионат США по кёрлингу среди женщин: золото (1990, 1993, 1994), серебро (1992, 1995, 1996).
- Американский олимпийский отбор по кёрлингу: серебро (1997).
- Чемпионат США по кёрлингу среди смешанных команд: золото (1990, 1997), серебро (1988).

- Лучшая кёрлингистка года в США (англ. USA Curling Female Athlete of the Year): 1990.

## Команды
| Сезон                                          | Четвёртый     | Третий       | Второй         | Первый       | Запасной           | Турниры                        |
| ---------------------------------------------- | ------------- | ------------ | -------------- | ------------ | ------------------ | ------------------------------ |
| 1989—90                                        | Бев Бенке     | Дона Беннетт | Сьюзан Аншуц   | Пэм Финч     | Лиза Шёнеберг (ЧМ) | ЧСШАЖ 1990 · ЧМ 1990 (8 место) |
| 1991—92                                        | Бев Бенке     | ?            | ?              | ?            |                    | ЧСШАЖ 1992                     |
| 1992—93                                        | Бев Бенке     | Дона Беннетт | Сьюзан Аншуц   | Пэм Финч     |                    | ЧСШАЖ 1993                     |
| 1993—94                                        | Бев Бенке     | Дона Беннетт | Сьюзан Аншуц   | Пэм Финч     |                    | ЧСШАЖ 1994 · ЧМ 1994 (6 место) |
| 1994—95                                        | Бев Бенке     | ?            | ?              | ?            |                    | ЧСШАЖ 1995                     |
| 1995—96                                        | Бев Бенке     | ?            | ?              | ?            |                    | ЧСШАЖ 1996                     |
| 1997—98                                        | Бев Бенке     | ?            | ?              | ?            |                    | АООК 1997                      |
| Кёрлинг среди смешанных команд (mixed curling) |               |              |                |              |                    |                                |
| 1987—88                                        | Tom Davis     | Бев Бенке    | Adolph Behnke  | Pat Davis    |                    | ЧСШАСК 1988                    |
| 1989—90                                        | Джек Макнелли | Бев Бенке    | Adolph Behnke  | Дона Беннетт |                    | ЧСШАСК 1990                    |
| 1996—97                                        | Джек Макнелли | Бев Бенке    | Bucky Marshall | Сьюзан Аншуц |                    | ЧСШАСК 1997                    |

(скипы выделены полужирным шрифтом)